# Konda (přítok Irtyše)
Konda (rusky Конда) je řeka v Chantymansijském autonomním okruhu – Jugra v Ťumeňské oblasti v Rusku. Je dlouhá 1097 km. Plocha povodí měří 72 800 km².

## Průběh toku
Teče po západním okraji Západosibiřské roviny. Říční koryto je velmi členité. V povodí řeky se nachází mnoho jezer o celkové rozloze 541 km². Ústí zleva do Irtyše (povodí Obu).

### Přítoky
- zprava - Jevra, Kuma
- zleva - Mulymja, Velký Tap, Jukonda, Kama

## Vodní režim
Zdrojem vody jsou převážně sněhové srážky. Průměrný roční průtok vody ve vzdálenosti 164 km od ústí činí 231 m³/s, maximální 1220 m³/s a minimální 36,1 m³/s. Zamrzá na konci října až na začátku listopadu a rozmrzá na konci dubna až v polovině května. Období většího stavu vody je delší.

## Využití
Řeka je splavná. Na řece leží město Uraj. V povodí se nachází Šajimské ropné naleziště.